# تاریخ‌نگاری کلاسیک
تاریخ‌نگاری کلاسیک شرح و ثبت وقایع تاریخی بدون نقد و بررسی و مداقه می‌باشد. تاریخ‌نگاری کلاسیک دارای شاخص‌هایی می‌باشد که آن را از سایر تاریخ‌نگاری‌ها متمایز می‌کند این شاخصه‌ها عبارت اند از: تقدیرگرایی، سنت گرایی، سلطنت طلبی، دین سالاری تملق گویی و چاپلوسی
سبک نگارشی تاریخ‌نگاری کلاسیک ادبیات محور است؛ تاریخ نویسان کلاسیک عموماً اثر خود را از کلمات پیچیده و آرایه ادبی پر می‌کنند تا میزان باسوادی خود را به دیگران نشان دهند و نزد طبقه آریستوکرات از شأن و مرتبه بالایی برخوردار گردند.

## مکاتب تاریخ‌نگاری کلاسیک
وقایع نگاری عملی است که توسط وقایع نگار انجام می‌شود. وقایع نگار کسی است که تنها به ذکر رویدادهای تاریخ می‌پردازد.
تاریخ‌نگاری تبیینی نوعی تاریخ‌نگاری است مورخ علاوه بر ذکر وقایع به علت آنها می‌پردازد و مورخ در این تاریخ‌نگاری به قانون علیت و قانون سنخیت توجه خاصی دارد. تفاوت این تاریخ‌نگاری با تاریخ‌نگاری‌های پسین خود این است که مورخ به کندوکاو دربارهٔ عوامل مؤثر خارجی نمی‌پردازد. اولین مورخی که تاریخ را به قلمرو علم و فلسفه نزدیک کرد توسیدید بود و این مسئله را تاریخ جنگ‌های پلوپونزی نشان داد.

## گونه‌های تاریخ‌نگاری کلاسیک در جهان

### تاریخ‌نگاری مصری
تاریخ‌نگاری مصری یک نوع وقایع نگاری صرف از سرنوشت فراعنه و سلسله مصری به تحریر درمی‌آمد. مبدأ تاریخ‌نگاری مصر مشخص نیست پژوهندگان مدرن تاریخ آغاز تاریخ‌نگاری مصری را از سال ۲۵۰۰ ق. م آغاز شده است. تاریخ‌نگاری مصری در عهد تحوتموس سوم به شکل وطن پرستانه و مدون درآمد.

#### مری تخونی
نوشتار اصلی: مان‌تو
آنچه از تاریخ‌نگاری مصری به دست ما رسیده است ما می‌توانینم از کتاب مری تخونی یاد کنیم موضوع ای کتاب تاریخ مصر در عهد بطلمیوس اول است. وی تاریخ مصر را به سه بخش ۱- تاریخ عهدباستان ۲- تاریخ عهد میانی ۳-تاریخ عهد نوین تقسیم می‌کند.

### تاریخ‌نگاری یونان
تاریخ‌نگاری یونان به تلاش‌های یونانیان برای پیگیری و ثبت تاریخ اشاره دارد.
تا پیش از سدهٔ پنجم پیش از میلاد، از نظر تاریخ‌نگاری و ثبت وقایع، یونانیان فقط اشعار حماسی و سرودهای اساطیری را می‌شناختند و با نگارش وقایع و رویدادها، سالنامهٔ حوادث و جدول وقایع آشنا نبودند و اساساً در این دوره یونانیان خط نداشتند.ظاهراً نخستین فردی که به بررسی انتقادی تاریخ یونان پرداخت و سعی کرد تاریخ را از اسطوره جدا کند، هکاته بود. وی در کتابی تحت عنوان شجره‌نامه‌ها، سرگذشت خدایان و قهرمانان یونان را به ترتیب تاریخ توضیح داده است. هرچند او در این اثر نسل خود را بعد از ۱۶ نسل به یک موجود خداگونه می‌رساند، اما سعی داشته روایتی واقع‌بینانه از اساطیر ارائه دهد.
در سدهٔ پنجم پیش از میلاد، در دوره‌ای که به عصر طلایی یونان مشهور است، شعر و درام به اوج کمال خود رسیده بود و نثر نیز رواج تمام داشت، سخنرانی، که بر اثر دموکراسی و نظام قضایی رونق یافته بود، یکی از مهم‌ترین عناصر فرهنگ یونان شد و با شور و شوق تمام مورد توجه قرار گرفت. یونانی‌ها احتمالاً تفاوت بین تاریخ و شعر حماسی را دریافته بودند و برای تاریخ دو مشخصه قائل بودند: تاریخ به نثر است ولی شعر حماسی منظوم است و دیگر اینکه تاریخ واقعیت‌های گذشته را از تصورات و خیالات پیشین جدا می‌کند.
در سال ۴۶۶ پیش از میلاد، کوراکس سیراکوزی رساله‌ای نوشت به نام هنر کلمات و قصدش راهنمایی کسانی بود که می‌خواستند در مجامع و محاکم سخن بگویند. گورگیاس این فن را به آتنیان آموخت و آنتیفون شیوهٔ آراستهٔ گورگیاس را در خطابه‌ها و رسالات خود به کار می‌برد و با آن جبههٔ اولیگارشیک را تقویت می‌کرد. با ظهور لوسیاس، فن خطابه صورتی زنده‌تر و طبیعی‌تر به خود گرفت؛ ولی فقط سیاستمداران بزرگی چون تمیستوکل و پریکلس بودند که سخنرانی را از تصنع پاک ساختند و تأثیر آن را با سادگی و بی‌پیرایگی آشکار داشتند. سوفسطاییان این سلاح را چنان تیز و نافذ ساختند و شاگردان‌شان چنان در به کار بردن آن ورزیده شدند که چون اولیگارش‌ها در ۴۰۴ پیش از میلاد قدرت را به دست آوردند، آموزش این فن را یک‌سره ممنوع داشتند. نثر دورهٔ پریکلس به تاریخ‌نویسی رونق و اهمیت بخشید و در این دوران بود که تحقیق در اعصار گذشته رواج یافت و به محل و مقام انسان در سیر زمان آگاهانه توجه شد.هرودوت با نگارش تواریخ، تاریخ‌نویسی یونانی را آغاز کرد و آغازکنندهٔ راهی بود که بعدها نویسندگانی چون توسیدید، کسنوفون، دموستن، افلاطون و ارسطو که اکثر آنان اهل آتن بودند، آن را ادامه دادند. تمرکز تاریخ‌نویسی یونانی بیش‌تر به تاریخ سیاسی، نظامی و دیپلماتیک محدود می‌شد و تاریخ اجتماعی و سیاسی را نادیده می‌گرفت.

### تاریخ‌نگاری اسلام
نوشتار اصلی: تاریخ‌نگاری مسلمانان
تاریخ‌نگاری دوران آغازین اسلام شامل فعالیتهای مربوط به بررسی منابع اولیه تاریخی موجود در رابطه با حوادث و رویدادهای سده‌های نخستین اسلامی و البته بررسی انتقادی این منابع اولیه می‌شود. منظور از منابع اطلاعاتی و تاریخی اولیه، قرآن، حدیث، سیره و متون و نوشتارهای آغازین و متقدم دیگر مانند آنهاست. مطالعه انتقادی منابع مشتمل بر دو رویکرد کلی است. نخست رویکرد درون تمدنی که طی سده‌ها توسط دانشمندان مسلمان جهت شناخت و بررسی منابع انجام شده است و شامل دانش تفسیر قرآن، علم حدیث و روش‌ها و طرق بررسی منابع تاریخی می‌شود. دوم، رویکرد برون تمدنی است که طی سه سده اخیر توسط شرق شناسان شکل گرفته است.